# Манокалцати
Манокалца̀ти (на италиански: Manocalzati; на неаполитански: Manecaozati, Манъкаоцати) е малко градче и община в Южна Италия, провинция Авелино, регион Кампания. Разположено е на 450 m надморска височина. Населението на общината е 3280 души (към 2010 г.).